# Liste de spéléologues slovaques
L'histoire et le développement de la spéléologie ont été marqués par les activités de personnages particulièrement actifs ou médiatiques.
Voici une liste non exhaustive de certains de ces hommes et femmes, de nationalité slovaque
- Haut – A
- B
- C
- D
- E
- F
- G
- H
- I
- J
- K
- L
- M
- N
- O
- P
- Q
- R
- S
- T
- U
- V
- W
- X
- Y
- Z

## B
- Michal Bacúrik (sk) (°1914 - †1983),
- Ladislav Baffy (sk) (°1944 - †1992),
- Ján Brodňanský (sk) (°1910 - †1997),

- Haut – A
- B
- C
- D
- E
- F
- G
- H
- I
- J
- K
- L
- M
- N
- O
- P
- Q
- R
- S
- T
- U
- V
- W
- X
- Y
- Z

## K
- Jozef Kovalčík (sk) (°1904 - †1974),
- Dušan Kubíny (sk) (°1930 - ),

- Haut – A
- B
- C
- D
- E
- F
- G
- H
- I
- J
- K
- L
- M
- N
- O
- P
- Q
- R
- S
- T
- U
- V
- W
- X
- Y
- Z

## R
- Eugen Ruffínyi (sk) (°1846 - †1924),

## Source
- (sk) Cet article est partiellement ou en totalité issu de l’article de Wikipédia en slovaque intitulé « Kategória:Slovenskí jaskyniari » (voir la liste des auteurs).